# High Noon (Do Not Forsake Me)
High Noon (Do Not Forsake Me), auch bekannt als The Ballad of High Noon oder nach der einleitenden Textzeile als Do Not Forsake Me, Oh My Darlin’ (englisch für Lass mich nicht im Stich, mein Liebling) ist das Titellied des Westerns Zwölf Uhr mittags (High Noon), das im Jahr 1952 veröffentlicht wurde. Die Musik stammt von Dimitri Tiomkin und der Text von Ned Washington. Gesungen wurde das Filmlied von Tex Ritter. Die erste noch vor dem Film veröffentlichte Version stammt von Lita Roza. Andere bekannte Versionen stammen von Frankie Laine und  Bill Hayes. 
Das Lied wurde bei der Oscarverleihung 1953 ausgezeichnet mit dem Oscar für den Besten Song. Es erreichte Platz 25 auf der Liste AFI’s 100 Years … 100 Songs, einer Liste der Top-100-Lieder des amerikanischen Kinos.
Ebenfalls 1953 veröffentlichte Bruce Low mit Sag' warum willst du von mir gehen? eine deutsche Fassung des Titels. Eine französische Version ist erschienen unter dem Titel Si Toi Aussi Tu m'abandonnes.
Das Lied wurde von vielen anderen Musikern gecovert, darunter Johnny Bond, Walter Brennan, Roy Clark, Connie Francis und Nana Mouskouri.